# São Geraldo do Araguaia
São Geraldo do Araguaia è un comune del Brasile nello Stato del Pará, parte della mesoregione del Sudeste Paraense e della microregione di Redenção.